# Les Cahiers techniques du bâtiment
Les Cahiers techniques du bâtiment  (CTB) est un magazine mensuel français d’informations spécialisées et techniques concernant le secteur du bâtiment.

## Histoire
Les Cahiers Techniques du Bâtiment est un magazine du groupe Le Moniteur, lui-mère faisant partie du groupe Info-Pro Digital créé en 2001.
La première version de ces cahiers techniques, intitulée Les cahiers techniques du moniteur, date de 1975. Elle portait l' (ISSN 0339-0810).
En 2016, Le Moniteur annonce une nouvelle version plus moderne et digitale. Cette nouvelle version comprend des articles en ligne et une lettre d'information hebdomadaire.

## Description
La ligne éditoriale du quotidien est le traitement de l’information spécialisée sur le secteur du bâtiment.
Le magazine se positionne comme étant une référence pour la prescription, détaille toute l'information technique et réglementaire pour la maîtrise d'œuvre, la maîtrise d'ouvrage et les entreprises de construction.
Stéphanie Obadia, la rédactrice en chef des CTB, créé en 2021 un événement intitulé Décarbonez avec des entretiens ciblés comme avec Emmanuelle Wargon, ministre chargée du Logement.